# Daň ze zemního plynu
Daň ze zemního plynu (zkráceně Daň z plynu, v plném znění Daň ze zemního plynu a některých dalších plynů) je speciálním druhem daně, kterou platí dodavatel, nebo spotřebitel této komodity v případech definovaných zákonem č. 261/2007 Sb. O stabilizaci veřejných rozpočtů v České republice. Od této daně jsou například osvobozeny domácnosti a domovní kotelny používající plyn k výrobě tepla.